# سرو ویکونیا ماکنا
سرو ویکونیا ماکنا (به اسپانیایی: Cerro Vicuña Mackenna) یک کوه در شیلی است. سرو ویکونیا ماکنا ۳٬۱۱۴ متر بالاتر از سطح دریا واقع شده‌است.